# Liste der Monuments historiques in Colombiers (Charente-Maritime)
Die Liste der Monuments historiques in Colombiers (Charente-Maritime) führt die Monuments historiques in der französischen Gemeinde Colombiers auf.

## Liste der Bauwerke
| Bezeichnung      | Beschreibung              | Standort | Kennzeichnung | Schutzstatus | Datum | Bild           |
| ---------------- | ------------------------- | -------- | ------------- | ------------ | ----- | -------------- |
| Kirche St-Maclou | Erbaut im 12. Jahrhundert | (Lage)   | PA00104656    | Classé       | 1908  | weitere Bilder |

## Liste der Objekte
| Bezeichnung             | Beschreibung                     | Standort                | Kennzeichnung | Schutzstatus | Datum | Bild |
| ----------------------- | -------------------------------- | ----------------------- | ------------- | ------------ | ----- | ---- |
| Gemälde Heiliger Ludwig | Öl auf Leinwand, 19. Jahrhundert | Kirche St-Maclou (Lage) | PM17001186    | Inscrit      | 1981  |      |
| Kelch                   | Silber, 18. Jahrhundert          | Kirche St-Maclou (Lage) | PM17001656    | Inscrit      | 1989  |      |
| Altar und Tabernakel    | Holz, 18. Jahrhundert            | Kirche St-Maclou (Lage) | PM17001188    | Inscrit      | 1981  |      |
| Gemälde Kreuzigung      | Öl auf Leinwand, 19. Jahrhundert | Kirche St-Maclou (Lage) | PM17001187    | Inscrit      | 1981  |      |